# Ángel Teruel
Ángel Teruel Peñalver (Madrid, 20 de febrero de 1950 - Cáceres, 17 de diciembre de 2021), conocido como Ángel Teruel, fue un matador de toros español, protagonista del escalafón taurino en los años 60 y principios de los 70. 

## Biografía

### Inicios
Nacido en el madrileño barrio de Embajadores, de pequeño trabajó en el negocio familiar de sus padres, un tiovivo, ubicado en la calle Ferraz, frente al domicilio de los Dominguín, generación de ilustres toreros de la época.  Ángel aprendió de pequeño a usar el capote y la muleta junto a los hijos de Dominguín, no existiendo en su familia ningún antecedente torero.
Su hermano Pepe fue matador de toros antes que él.

### Carrera profesional
Su debut como novillero sin picadores fue el 19 de mayo de 1966 en la Plaza de toros de Vista Alegre (Madrid), en las llamadas "Corridas de  la Oportunidad", ante un novillo de Agapito Blanco. El debut con picadores tuvo lugar el 29 de enero de 1967 en Fuengirola.
Con apenas 20 novilladas llegó el día de la alternativa, que sucedió el 30 de junio de 1967 en la Plaza de Toros de Burgos, durante la Feria Taurina de San Pedro y San Pablo, en corrida televisada. Su padrino, Santiago Martín, El Viti, le cedió la lidia y muerte del primer toro de la tarde, de nombre Cazuela, de la ganadería de Manuela Agustina López Flores, negro zaino, de 487 kilos y al que el madrileño cortó una oreja. Pero la faena del día fue la de su segundo toro, sexto de la tarde, de Amelia Pérez Tabernero al que le cortó las dos orejas y el rabo. Fue testigo de la ceremonia el diestro sevillano Pedrín Benjumea.
En la Feria de San Isidro del año siguiente, el 12 de mayo, se presenta en la madrileña plaza de Las Ventas para confirmar la alternativa, compartiendo cartel con El Viti y con el linarense José Fuentes. Las reses fueron de Atanasio Fernández  y el toro de la confirmación fue “Yegüero”, negro bragado, de 501 kilos al que le cortó las dos orejas a las que sumó las otras dos del sexto de la tarde, lo que le valió la salida a hombros por la puerta grande de la plaza.
Torero elegante con el capote  y de mucho  temple con la muleta , su carrera fue fulgurante en multitud de plazas de España y América. Fue el “castellano” que más gustó en Sevilla, de lo que dan fe sus  29 paseíllos en la Maestranza, si bien la plaza donde obtuvo sus mayores triunfos fue la de Las Ventas: 33 tardes, 18 orejas y 4 veces atravesó el umbral de su Puerta Grande.
En Perú fue todo un ídolo, siendo considerado “Torero de Lima” tras anunciarse 7 temporadas en la Feria del Señor de los Milagros. El 27 de febrero de 1972, en Lima, el noticiero taurino de la Prensa contaba “(...) dos vestidos usará el domingo el diestro para matar los seis toros mexicanos ....después del tercer toro Ángel saldrá al ruedo con un traje blanco y negro que causará sensación”. Aquel vestido de torear fue diseñado por el pintor Pablo Picasso, traje que luego dejaría de recuerdo a una peña limeña.

### Últimos años
Continuará toreando por multitud de plazas, hasta que en la temporada de 1973, después de haber toreado sólo un festejo decide retirarse provisionalmente de la profesión. 
Vuelve a vestirse de luces con gran éxito en la temporada del 74, toreando un total de 23 corridas, entre las que brillaron sus comparecencias en Bilbao y Zaragoza. En las siguientes temporadas ocupa un lugar destacado con triunfos importantes como el que obtuvo en Valencia en Fallas. La siguiente interrupción de su carrera tuvo lugar entre 1982 y 1983, hasta su retiro en la temporada de 1985 solo interrumpido por su participación en dos festejos en 2012: en Soria, el 1 de julio, y en Colmenar Viejo, el 27 de agosto.
Torero elegante con el capote  y de mucho  temple con la muleta, fue además un buen banderillero. El poder, la elegancia y la facilidad ante el toro fueron sus principales armas para mantenerse durante años en lo más alto del escalafón taurino español.
Falleció el 17 de diciembre de 2021, en un hospital de Cáceres, a causa de un fallo respiratorio provocado por las numerosas intervenciones cardiológicas vividas en sus últimos años.

### Otros datos biográficos
El 15 de mayo de 2019 pasó a engrosar la nómina de importantes toreros inmortalizados en el "Salón de la Fama" de Las Ventas, con un azulejo que reconoce su dilatada y exitosa trayectoria. En él se puede apreciar la siguiente leyenda: "A Ángel Teruel Peñalver, en el 50 aniversario de su confirmación de alternativa. Torero de Madrid, que paseó por los ruedos del mundo su clase, temple y poderío". Pasó los últimos años de vida en su finca de Bohonal de Ibor, Cáceres, donde tenía una ganadería de reses bravas.
Estuvo casado con Lidia García González, nieta de Domingo Dominguin, con la que fue padre del también torero Ángel Teruel García.